# Stockenboi
Stockenboi es una localidad del distrito de Villach, en el estado de Carintia, Austria, con una población estimada a principio del año 2019 de 1604 habitantes. 
Se encuentra ubicada en la zona centro-sur del estado, cerca de la ciudad de Villach y de la frontera con Eslovenia.